# 2016 au Nouveau-Brunswick
Chronologie du Nouveau-Brunswick
- 2012
- 2013
- 2014
- 2015
- 2016
- 2017
- 2018
- 2019
- 2020

Cette page concerne des événements d'actualité qui se sont produits durant l'année 2016 dans la province canadienne du Nouveau-Brunswick.

## Événements
- 22 octobre : le député de Quispamsis Blaine Higgs devient le nouveau chef du Parti progressiste-conservateur du Nouveau-Brunswick.

## Décès
- 19 juin : 
  - Gerry Cormier, maire de Miramichi.
  - Norbert Thériault, député, ministre et sénateur
- 4 octobre : Jim Parrott, député.
- 14 décembre : Shirley Dysart, députée et ministre.
- 16 décembre : Bill Malenfant, député.